# Rødt
Rødt (bokmål), Raudt (nynorska) eller Ruoksat (samiska), som förkortas R, är ett norskt socialistiskt och marxistiskt parti, bildat den 10 mars 2007 genom samgående mellan Rød Valgallianse och Arbeidernes kommunistparti. I september samma år anslöt sig även trotskistiska Internasjonale Sosialister till Rødt. Partiets ungdomsförbund heter Rød Ungdom.
Rødt arbetar för en fredlig övergång från kapitalism till socialism.
Partiledare sedan juli 2023 är Marie Sneve Martinussen. Första vice ordförande är Charlotte Therkelsen, som även är partiets enda kommunalråd (Kragerø kommun). Andre vice ordförande är Sofie Marhaug.

## Valresultat
Rødt ställde upp i val första gången vid kommunstyre- och fylkestingsval 2007. Där fick man 2,1 procent vid fylkestingsvalet och 1,9 procent av rösterna vid kommunvalet. Rødt erövrade 1,3 procent av rösterna i stortingsvalet 2009. I stortingsvalet 2013 fick partiet 1,1 procent. I stortingsvalet 2017 fick Rødt 2,3 procent av rösterna och för första gången ett mandat i Stortinget. I valet år 2021 gick partiet kraftigt framåt och fick 4,7 procent av rösterna och åtta stortingsmandat.